# L'Expiation (poème)
Pour les articles homonymes, voir Expiation (homonymie).
Expiation ou L'Expiation est un poème de Victor Hugo, présent dans le recueil Les Châtiments (1853). L'auteur y retrace successivement toutes les étapes de la glorieuse déchéance de Napoléon après son coup d'État du 18 Brumaire, avec pompe, sublime et lyrisme.
Le poème est principalement connu pour son second mouvement, récit de la bataille de Waterloo, qui commence ainsi :
Waterloo ! Waterloo ! Waterloo ! morne plaine !

Comme une onde qui bout dans une urne trop pleine,

Dans ton cirque de bois, de coteaux, de vallons,

La pâle mort mêlait les sombres bataillons.

## Écriture du poème
Victor Hugo écrit L'Expiation lors de son exil à Jersey entre 1851 et 1852. Le poème est publié dans le recueil Les Châtiments en 1853.
L’auteur ne s’était pas rendu à Waterloo lors de son premier voyage à Bruxelles en 1837 jugeant « inutile de rendre cette visite à lord Wellington », « Waterloo [lui étant] plus odieux que Crécy » et ne revient en Belgique qu’en 1852, en exil. Il n’a donc pas encore visité le champ de bataille lorsqu'il écrit ces vers. Ce n’est que le 7 mai 1860 qu’il visite Mont-Saint-Jean. La colonne Victor Hugo érigée à Lasne ne commémore donc pas directement ce poème mais la fin de l’écriture des Misérables durant ce séjour.

## Récit
Le poème commence par le récit de la déroute qu'est la campagne de Russie (I). Napoléon sent qu'il expie quelque chose mais ne sait pas quoi et ne sait pas si l'expiation est terminée. Le second moment (II) dépeint la défaite de Waterloo. Napoléon revient sur les mêmes pensées. Le troisième décrit le second exil de l'empereur, à Sainte-Hélène (III). Les quatrième, cinquième et sixième moments sont consacrés à la mort de Napoléon et à sa mémoire. Le septième et dernier moment, enfin, nous brosse le tableau fantastique de Napoléon s'éveillant sous le tombeau, pour comprendre dans une dernière pensée son crime et son châtiment : le coup d'État du 18 Brumaire et l'instrumentalisation de sa gloire par son neveu.
L'objectif est de comparer le neveu quelconque (Louis-Napoléon Bonaparte) à l'oncle glorieux, afin de mieux tourner le premier en ridicule. Là où l'oncle avait péché contre le peuple par son coup d'État, le neveu sans gloire ne fait que singer son illustre prédécesseur, par son coup d'État du 2 décembre 1851 et n'en est que plus coupable.

## Analyse
Ce poème est écrit en alexandrins, comportant le plus souvent une césure à l’hémistiche. Les rimes, suivies, sont pour la plupart suffisantes au moins.

## Postérité
- Dans l’album Astérix chez les Belges, René Goscinny détourne le second mouvement du poème lors de la bataille opposant Jules César aux Gaulois. Le scénario suit grossièrement les vers de Victor Hugo, de l’exclamation du chef nervien, « Waterzooie, waterzooie, waterzooie ! morne plat ! » (planche 35 B et vers 69) à la déroute romaine, « Sauve qui peut ! Sauve qui peut ! » (planche 41 B et vers 133).
- Dans le film Diên Biên Phu (1992) de Pierre Schoendoerffer, vers la fin, lorsque la bataille est perdue pour les Français, le journaliste français (joué par Jean-François Balmer) écrit un dernier article qui cite le poème :

« “Est-ce le châtiment cette fois, Dieu sévère ?” Alors parmi les cris, les rumeurs, le canon, il entendit la voix qui lui répondait : “Non !” »

- Le premier vers du second mouvement (récit de la bataille de Waterloo) est repris dans La Vie devant soi (le personnage de M. Hamil, passionné de Victor Hugo) et La Promesse de l'aube (la mère de l'auteur déclame le poème pour son fils) de Romain Gary :

« Waterloo ! Waterloo ! Waterloo ! Morne plaine ! »

- Le titre du roman Il neigeait (2000) de Patrick Rambaud, relatif à la retraite de Russie, reprend le tout début du poème :

« Il neigeait. On était vaincu par sa conquête. »